# Mecinus pascuorum
Mecinus pascuorum is een keversoort uit de familie Curculionidae.

## Kenmerken
De kevers zijn 1,5 tot 2,1 millimeter lang. Haar lichaam is zwart. Ze hebben een afgeronde ovale vorm. Zowel de dijbeenderen als de punt van het klauwlid en de klauwen zijn donker, anders zijn de poten geelbruin van kleur. De antennes zijn eveneens geelbruin van kleur. De dekschilden hebben dubbele, aangrenzende en uitstekende haren. Tussen de 3e en 8e puntstrepen bevindt zich een roodachtige tot donkerbruine schuine vlek in de achterste helft van de dekschilden.

## Verspreiding
De kevers zijn wijdverspreid in Europa. In het noorden komt de soort voor tot in het zuiden van Scandinavië en Engeland. In het zuiden strekt het verspreidingsgebied zich uit over het Middellandse Zeegebied, in het oosten over het Midden-Oosten en tot in de Kaukasus. De soort is ook vertegenwoordigd op de Canarische Eilanden en de Azoren. Mecinus pascuorum wordt beschouwd als de meest voorkomende soort van het geslacht Mecinus in Centraal-Europa.
De soort werd geïntroduceerd in Noord-Amerika. De eerste vondsten dateren uit 1956. Mecinus pascuorum is gevestigd in het zuidoosten van Canada, British Columbia en verspreide delen van de Verenigde Staten.

## Levenswijze
De kevers zijn te vinden van maart tot augustus. De monofage keversoort gebruikt leden van de weegbreefamilie (Plantaginaceae), in het bijzonder de smalle weegbree (Plantago lanceolata), als waardplanten. De larven eten de zaden in de rijpende vruchten. De verpopping vindt plaats in de bloeiwijze.